# Andreas Reif
Andreas Reif (* 23. Juli 1971) ist ein deutscher Psychiater. Er ist Direktor der Klinik für Psychiatrie, Psychosomatik und Psychotherapie am Universitätsklinikum Frankfurt.

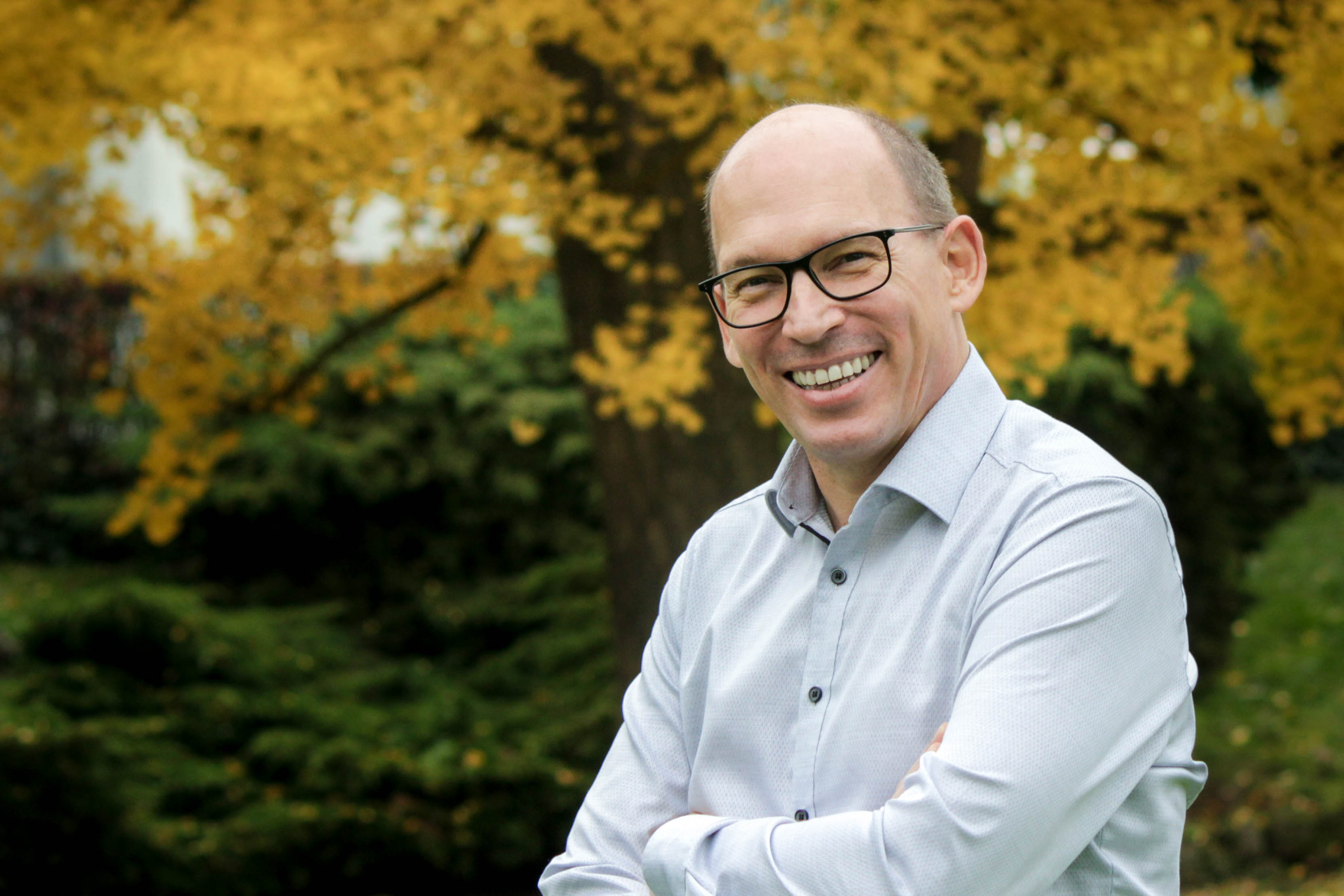
Andreas Reif im Garten der Klinik für Psychiatrie, Psychosomatik und Psychotherapie (Oktober 2022)

## Leben
Reif studierte Humanmedizin an der Julius-Maximilians-Universität Würzburg und promovierte dort am Institut für Pharmakologie. Im Anschluss absolvierte er in der dortigen Klinik für Psychiatrie, Psychosomatik und Psychotherapie seine Facharztausbildung zum Psychiater zunächst unter  H. Beckmann, dann unter  J. Deckert. Wissenschaftlich begründete er seine Karriere in der Arbeitsgruppe für Molekulare Psychiatrie von Klaus-Peter Lesch, wo er sich überwiegend mit der Genetik psychischer Erkrankungen beschäftigte. Im Jahr 2009 erfolge die Habilitation zur Rolle der NO-Synthase bei psychischen Erkrankungen und der Ernennung zum Oberarzt.
Im Jahr 2008 baute er an der Klinik für Psychiatrie, Psychosomatik und Psychotherapie des Universitätsklinikums Würzburg einen klinischen Schwerpunkt zu bipolaren Störungen auf. Kurz darauf erfolgte im Jahr 2009 die Ernennung zum W2-Professor für Psychiatrie und zum stellvertretenden Direktor der Klinik und Poliklinik für Psychiatrie, Psychosomatik und Psychotherapie am Universitätsklinikum Würzburg.
Seit August 2014 ist Reif Direktor der Klinik für Psychiatrie, Psychosomatik und Psychotherapie der Johann Wolfgang Goethe-Universität Frankfurt am Main.
Die klinischen Interessen Andreas Reifs beinhalten vor allem affektive Erkrankungen – und hier insbesondere Suizidprävention, therapieresistente Depression und die bipolare Störung – sowie adultes ADHS. Seine wissenschaftlichen Schwerpunkte umfassen das Gebiet der translationalen Psychiatrie: mit seiner Arbeit versucht er, psychische Erkrankungen vom Molekül über das neurale System bis hin zur Erkrankung zu verstehen. Dies soll dazu beitragen, psychische Erkrankungen präziser und individueller zu diagnostizieren und zu behandeln.
2018 wurde er zum Mitglied der Academia Europaea gewählt.

## Publikationen (Auswahl)
Reif publizierte mehr als 500 wissenschaftliche Arbeiten und zahlreiche Buchkapitel.
- K. F. Ahrens, R. J. Neumann, B. Kollmann, M. M. Plichta, K. Lieb, O. Tüscher, A. Reif: Differential impact of COVID-related lockdown on mental health in Germany. In: World psychiatry : official journal of the World Psychiatric Association (WPA). Band 20, Nr. 1, 2021, S. 140–141. doi:10.1002/wps.20830
- B. W. Penninx, D. S. Pine, E. A. Holmes, A. Reif: Anxiety disorders. In: The Lancet. Band 397, Nr. 10277, 2021, S. 914–927. doi:10.1016/S0140-6736(21)00359-7
- A. Gururajan, A. Reif, J. F. Cryan, D. A. Slattery: The future of rodent models in depression research. Nature reviews. In: Neuroscience. Band 20, Nr. 11, 2019, S. 686–701. doi:10.1038/s41583-019-0221-6
- K. van Hulzen, C. J. Scholz, B. Franke, S. Ripke, M. Klein, A. McQuillin, E. J. Sonuga-Barke, PGC ADHD Working Group, Kelsoe, J. R., Landén, M., Andreassen, O. A., PGC Bipolar Disorder Working Group K. P. Lesch, H. Weber, S. V. Faraone, A. Arias-Vasquez, A. Reif : Genetic Overlap Between Attention-Deficit/Hyperactivity Disorder and Bipolar Disorder: Evidence From Genome-wide Association Study Meta-analysis. In: Biological psychiatry. Band 82, Nr. 9, 2017, S. 634–641. doi:10.1016/j.biopsych.2016.08.040
- A. Reif, S. Herterich, A. Strobel, A. C. Ehlis, D. Saur, C. P. Jacob, T. Wienker, T. Töpner, S. Fritzen, U. Walter, A. Schmitt, A. J. Fallgatter, K. P. Lesch: A neuronal nitric oxide synthase (NOS-I) haplotype associated with schizophrenia modifies prefrontal cortex function. In: Molecular psychiatry. Band 11, Nr. 3, 2006, S. 286–300. doi:10.1038/sj.mp.4001779

## Ehrungen und Auszeichnungen (Auswahl)
(Quelle: )
- 2004: Collegium Internationale Neuro-Psychopharmacologicum (CINP): Rafaelsen Young Investigators Award
- 2004: Lundbeck Institute Neuroscience Foundation Sponsorship Award
- 2006: European College of Neuropsychopharmacology: ECNP Fellowship Award[7]
- 2007: Young Psychiatrists Fellowship Award
- 2008: Essex Research Award[8]
- 2009: Early Career Investigator Award

## Mitgliedschaften und Ämter (Auswahl)
- seit 2013: Schatzmeister der Deutschen Gesellschaft für Bipolare Störungen e. V.[9]
- seit 2016: Präsident des Deutschen Bündnisses gegen Depression, Frankfurt am Main e. V.
- seit 2016: Vorstandsmitglied der Deutschen Gesellschaft für Psychiatrie und Psychotherapie, Psychosomatik und Nervenheilkunde e. V.[10]
- 2017/2018: Vorsitzender des Vereins der Lehrstuhlinhaber für Psychiatrie und Psychotherapie e. V (LIPPs)
- seit 2019: Mitglied des Executive Committee (seit 2022 President-Elect) des European College of Neuropsychopharmacology (ECNP)[11]
- 2019–2021: Vorsitzender des ECNP Congress Scientific Program Committee[12]